# Charles Elsaesser
Pour les articles homonymes, voir Elsässer.
Charles Elsaesser est un notaire et homme politique français né à Strasbourg le 4 janvier 1891 et mort dans sa ville natale le 28 novembre 1965. 

## Biographie
Membre de l'Union populaire républicaine alsacienne, parti politique régional de tendance démocrate-chrétienne, Charles Elsaesser est élu député du Bas-Rhin en 1932. Il siège alors au sein du groupe des Républicains du centre, minuscule formation parlementaire regroupant exclusivement des députés de l'Alsace et de la Lorraine.
Réélu en 1936, il adhère au nouveau groupe des Indépendants d'action populaire, formation plus large constituée autour de l'UPR mais comprenant des députés issus du reste de la France. Le 10 juillet 1940, Charles Elsaesser vote en faveur de la remise des pleins pouvoirs au Maréchal Pétain.
Après la Libération, Charles Elsaesser retrouve son siège de conseiller général de Lauterbourg ainsi que la présidence de la commission des finances du Conseil général du Bas-Rhin et la vice-présidence de l'assemblée départementale.